# Šafránka
Šáfranka je bývalá hospodářská usedlost, která se nachází na Praze 6 v ulici Kukulova. Budova je kulturní památkou ČR.

## Historie
Usedlost vznikla na konci 18. století. První zmínka jména Šafránka se objevuje v roce 1784. Téměř do konce 20. století sloužila Státnímu statku hlavního města Prahy. Budova později schátrala, ale v letech 2005 a 2006 byla přestavěna na luxusní rezidenční komplex.